# Muzeum Górnictwa Rud w Bukownie
Muzeum Górnictwa Rud w Bukownie – muzeum położone w Bukownie, poświęcone historii górnictwa rud żelaza. Placówka mieści się w pomieszczeniach Zespołu Szkół „Skałka”.
Muzeum powstało 1990 roku. Jego ekspozycja jest częścią zbiorów, zgromadzonych w latach 60. i 70. XX wieku w domu kultury Zakładów Górniczo-Hutniczych „Bolesław” przez pracownika ZGH, Edwarda Gawareckiego. Ekspozycja ta została częściowo zniszczona w 1989 roku, część zaś – dzięki staraniom inż. Ryszarda Kozioła – została zabezpieczona i umieszczona w piwnicach przedszkoli w Bolesławiu i Borze. W międzyczasie przystąpiono do adaptacji pomieszczeń w Zespole Szkół „Skałka”, służących wcześniej szkole gastronomicznej i internatowi, w których ostatecznie urządzono muzeum.
Aktualnie placówka zajmuje 13 pomieszczeń, w których eksponowane są zbiory obrazujące historię górnictwa rud żelaza na terenach Bolesławia, począwszy od XIII wieku po lata 80. XX wieku. Urządzona została również sztolnia, wyposażona w eksponaty pochodzące z ZGH „Bolesław”, w tym m.in. w używane w kopalniach środki transportu (lokomotywy akumulatorowe, wozy do przewozu ludzi i urobku). Ponadto placówka posiada ekspozycję etnograficzną, w której znajdują się eksponaty pokazujące życie codzienne na ziemi olkuskiej na przełomie XIX i XX wieku.
Muzeum jest czynne w dni robocze, a jego zwiedzanie odbywa się po wcześniejszym telefonicznym uzgodnieniu.